# Mi pequeña Soledad
Mi pequeña Soledad (lit. Minha Pequena Soledade) é uma telenovela mexicana produzida por Verónica Castro, para a Televisa em 1990, substituindo Cuando llega el amor e sendo substituída por Cadenas de amargura. Foi exibida em 160 capítulos de 30 minutos, as 19h30, dividindo o horário com Alcanzar una estrella. Foi protagonizada por Verónica Castro e teve atuação antagônica de Rosa María Bianchi, Salvador Pineda e July Furlong.

## Enredo
Isadora é cuidado por Don Manuel, seu pai, um homem carismático, que a coroa como "Rainha do Prata" em Taxco. Manuel é casado com Piedad, uma mulher cruel que por sua vez, engana seu esposo com Gerardo, homem agressivo e arrogante. No entanto, Gerardo tem uma paixão com Isadora. No dia da coroação de Manuel, Gerardo abusa sexualmente de Isadora. Ela, então, vai com seu noivo José Luis, que, no entanto, a propõe em casamento. Gerardo sem tempo para perder e com raiva, vai à igreja no dia do casamento de José Luis e Isadora. Quando José Luis sai da igreja, Gerardo se levanta e o mata. Isadora, então torna-se convencida de que sua vida não vale a pena e se tortura quando descobre que vai ter uma filha como resultado da violação de Gerardo. Piedad encontra e decide roubar a filha para encarnar sua vingança fria. Isadora agora deve encontrar sua filha na grande Cidade do México.

## Elenco
- Verónica Castro .... Isadora Fernández de Villaseñor/Soledad ’’Sol’’ Contreras
- Omar Fierro .... Carlos Arizmendi
- Rosa María Bianchi .... Piedad Fernández
- Salvador Pineda .... Gerardo Salazar Ballesteros
- July Furlong .... Natalia Villaseñor
- Roberto Ballesteros .... Mateo Villaseñor
- Gabriela Goldsmith .... Ana Silvia Arizmendi
- Carlos Bracho .... Hernán Villaseñor
- Laura Flores .... Dulce María
- Elsa Cárdenas .... Bárbara
- Silvia Caos .... Elodia
- Sergio Sendel .... Gustavo "Tavo"
- Orlando Carrió .... Fernando
- Mapita Cortés .... Blanquita
- Cecilia Gabriela .... Clara
- Alicia Fahr .... Lidia
- Rafael Rojas .... Lalo
- Rafael Baledón .... Don Manuel Fernández
- Antonio de Carlo .... José Luis Garza
- Angélica Rivera .... Marisa Villaseñor
- Socorro Bonilla .... Toña
- Ana Bertha Lepe .... Lolita
- Alexis Ayala .... Jorge "Coque"
- Damián Alcázar .... Florentino
- Norma Lazareno .... Yolanda Salazar Ballesteros
- Roxana Saucedo .... Sirena
- Juan Carlos Serrán .... Sebastián
- Daniela Leites .... Lily
- Arturo Alegro .... Danilo
- Aurora Medina .... Luciana
- José Antonio Ferral .... Fidel
- Alicia del Lago .... Pura
- Paola Ochoa .... Malu
- Ernesto Rivas .... Fay
- Raúl Macías .... Miguel
- Mario Sauret .... Ramón
- Armando Palomo .... Rafael
- Martha Zamora .... Amparo
- Erika Magnus .... Carmelita
- Rolando de Castro .... Luis
- Natalia Rendón .... Carmen
- Cinthia del Villar .... Beatriz
- Alejandra Loreto .... Josefina
- Alberto González .... Ernesto
- Rubén Morales .... Alberto
- José Carlos Teruel .... Gilberto
- Ricardo Pald .... Mario
- René Muñoz .... Gayetano
- Javier Herranz .... Guido
- Alejandra Peniche .... Eugenia
- Armando Franco .... Pepe
- Luis Alfredo .... Mochito
- Ricardo de Loera .... Fausto
- Jaime Lozano .... El Jarocho
- Karen Sentíes .... Empleada
- Paco Monteros .... Sacerdote
- Juan Zaizar .... Empleado
- Alejandro Montoya .... Mensajero
- Edmundo Arizpe .... Gerente
- Óscar Vallejo .... Acapulco
- Christina Mason .... Soledad (jovem)

## Prêmios e indicações

### Prêmios TVyNovelas 1991
| Categoria                   | Indicado(a)        | Resultado |
| --------------------------- | ------------------ | --------- |
| Melhor telenovela           | Verónica Castro    | Indicado  |
| Melhor atriz protagonista   | Verónica Castro    | Venceu    |
| Melhor atriz antagônica     | July Furlong       | Indicado  |
| Melhor atriz antagônica     | Rosa María Bianchi | Venceu    |
| Melhor ator co-protagonista | Salvador Pineda    | Venceu    |
| Melhor atriz juvenil        | Angélica Rivera    | Indicado  |
| Melhor ator juvenil         | Rafael Rojas       | Indicado  |
| Revelação feminina          | Paola Ochoa        | Indicado  |
| Revelação masculina         | Orlando Carrió     | Indicado  |